# Scyphus

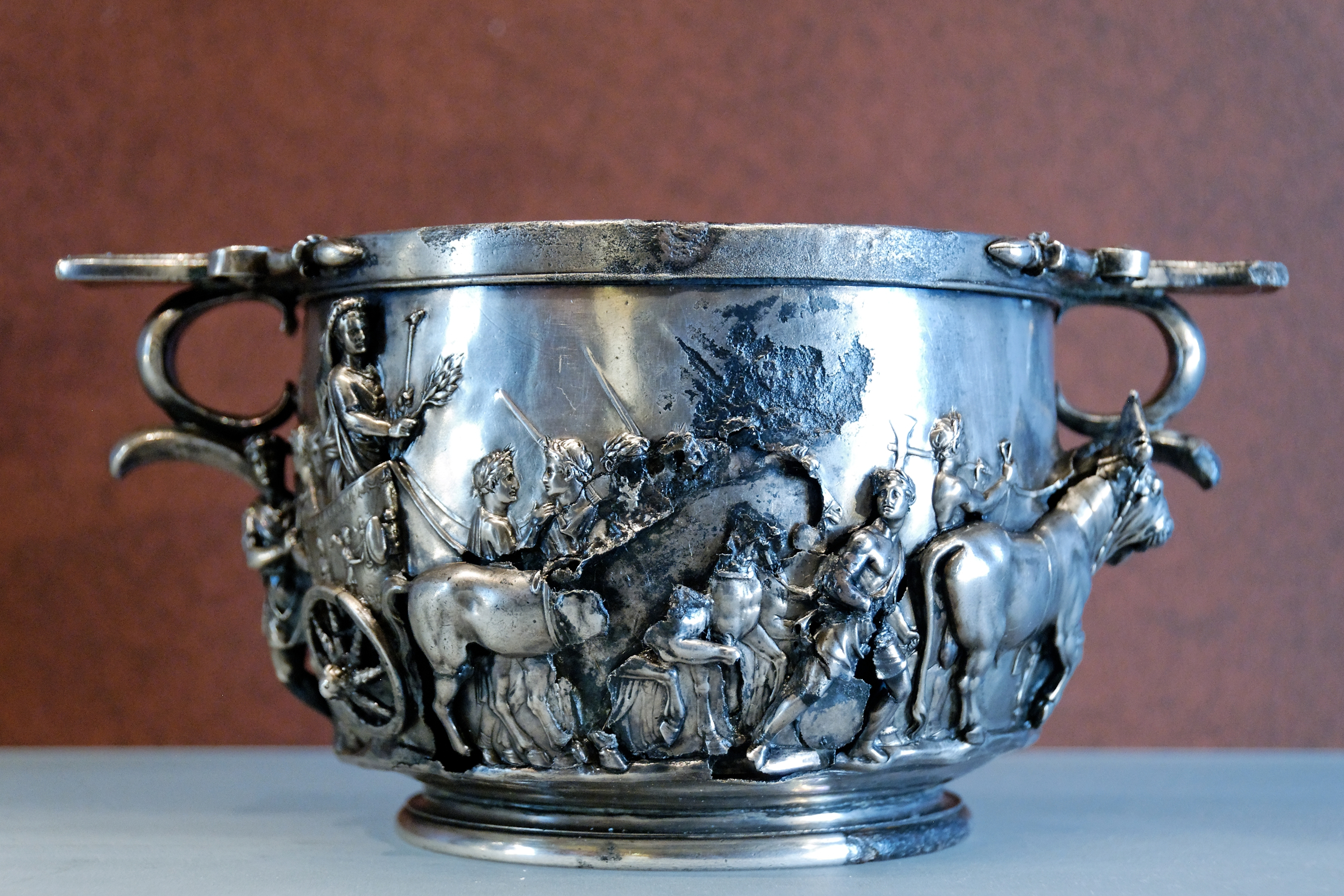
Silberner Scyphus aus dem Schatz von Boscoreale

Ein Scyphus (lateinische Form des griechischen σκύφος, Skyphos) ist eine römische Gefäßform.
Der Scyphus ist vergleichbar aufgebaut wie der griechische Skyphos. Das Gefäß hat meist einen glockenförmigen oder einen zylindrischen Körper, zwei Henkel und einen Fuß. Es handelt sich meist um Trinkgeschirr, in der antiken Literatur ist auch die Verwendung zum Händewaschen oder als Gefäß für Lose überliefert.
Aus archäologischen Zusammenhängen sind scyphi aus Silber, aus Glas, aus Ton und vereinzelt sogar aus Bergkristall bekannt. Viele Stücke sind verziert. Silberexemplare stammen etwa aus dem Schatz von Boscoreale oder dem Hildesheimer Silberschatz. Eine Gruppe von gläsernen scyphi ist mit dem Namen eines Herstellers Artas signiert.